# 生田衣梨奈
生田衣梨奈（1997年7月7日—），福岡縣出身，日本女子偶像團體早安少女組。成員(九期)，UP-FRONT AGENCY藝人。
暱稱是「えりぽん」，官方應援色為黃綠色。血型A型，身高157公分。
十分喜歡五期前輩新垣里沙，自稱是「新垣里沙後援會」的會長。原本的應援色為紫色，在新垣畢業後便繼承其黃綠色。
2014年11月27日接任副隊長，2023年11月29日接任隊長直至2025年7月8日畢業為止。

## 個人簡歷

### 2011年
- 1月2日，早安家族演唱會『Hello! Project 2011 WINTER ～歓迎新鮮まつり～』中，淳君宣佈生田衣梨奈、鞘師里保、鈴木香音，及Egg譜久村聖成為早安少女組。第九期成員[2]。
- 3月23日，預定發行出道曲第45單『まじですかスカ！』。(因2011年3月11日的日本大地震延遲至4月6日發行[3]。)
- 8月25日，代替小川紗季（宣佈退出藝能界）成為『おはスタ』的新おはガール固定班底。

### 2012年
- 1月3日，與Hello! Project成員合作參演「數學♥女子學園」。
- 9月10日，モーニング娘。9期部落格「Qブログ」開設。
- 10月16日，發表由早安少女組。的生田衣梨奈、石田亞佑美、佐藤優樹以及S/mileage的竹內朱莉組成SATOYAMA movement中的新組合「ハーベスト」，並將發行新單曲販售[4]。

### 2013年
- 8月7日，與石田亞佑美、中島早貴、萩原舞及福田花音組成SATOUMI movement限定組合『HI-FIN（ハイ-ファン）』，發行新單曲[5]。
- 8月27日，於Youtube官方網站上釋出宣傳短片「1／娘。　モーニング娘。 生田衣梨奈 」[6]。

### 2014年
- 5月6日，於東京電視台播出參與的「名人高爾夫對抗賽」[7]。
- 11月26日，於道重沙由美畢業之時宣布被選為新任副隊長。

### 2016年
- 10月22日，發行第一本個人寫真集「衣梨奈」。

### 2018年
- 1月20日，發行第二本個人寫真集「if」。

### 2020年
- 6月24日，擔任副隊長的時間正式超越了原本由飯窪春菜所保持的隊史最長紀錄(2035天)而成為至今在任最久的副隊長。

### 2022年
- 11月10日，和同期的譜久村聖一起成為在籍最久的成員。

### 2023年
- 11月29日，接任隊長。
- 11月30日，譜久村聖畢業後，獨自成為在籍最久的成員。

### 2024年
- 9月10日，成為隊史第一個在籍達5000天的成員。

### 2025年
- 1月2日，成為隊史第一個在籍達十四年的成員。同日宣布預計於同年從早安少女組。及早安家族畢業。[8][9]
- 4月5日，宣布於同年7月8日在日本武道館進行畢業公演。[10]
- 7月8日，在日本武道館進行畢業公演《モーニング娘。'25 コンサートツアー春 Mighty Magic DX〜生田衣梨奈を見送って〜》，正式從早安少女組。及早安家族畢業，隊長一職由野中美希接任。

## 人物
- 有個弟弟。
- 表姊為前寫真偶像「滝川綾」。
- 特技是高爾夫球，並於小學三年級開始接觸[11]。
- 由於是博多出身的成員，所以平時說話時就會使用「博多腔」。
- 常被其他成員稱為KY（空氣を読めない，不會按照氣氛做出合適的反應）。
- 特技是手機的短訊功能操作，但於網上節目『USTREAM娘。』中與鈴木香音比試操作時卻落敗了，被新垣里沙教訓說：「以後不要再跟人說這是自己的特技。」
- 喜歡草莓；不喜歡香蕉、蔬菜。根據道重沙由美所說，吃咕嚕肉時只會挑肉來吃而避開蔬菜。
- 是五期前輩新垣里沙的超級粉絲，被早安家族的粉絲們戲稱為"新垣里沙後援會會長"。並在新垣畢業後正式繼承其應援色黃綠色。
- 在節目上的自我介紹詞是：『目標世界第一偶像』的生田衣梨奈。
- 身體相當健康，在籍時從來不曾因病休息過，參與了所有的握手會、演唱會、舞台活動，是第一位也是至今唯一的全勤成員。
- 體能極佳，偶爾會在演唱會上表演後空翻。
- 與同期的譜久村聖感情很好，兩人並稱＂PONPON＂，而她們倆搭檔正副隊長長達九年之久，是隊史至今最長紀錄。
- 歷來在籍最久的成員(唯一超過14年，5301天，最後一個於早安少女組。組成前就已出生的畢業成員，畢業年紀(28歲)也打破原本由石田亞佑美保持的隊史紀錄(27.91歲)。

## 出演

### TV
- 数学♥女子学园（2012年1月11日 - 3月28日、日本テレビ） - 中野理子 役。
- こんにちは、女優の相楽樹です(2017年3月6日、テレビ東京)

### 番組
- 美女學（2011年1月6日～2011年4月14日、テレビ東京）
- ハロプロ!TIME（2011年4月21日～2012年5月31日、テレビ東京）
- おはスタ（2011年8月25日～2012年3月、テレビ東京）
- ハロー!SATOYAMAライフ（2012年6月21日～2013年12月27日、テレビ東京）
- The Girls Live（2014年1月9日～、テレビ東京）

### Radio
- モーニング娘。のモーニング女学院～放课後ミーティング～ （2012年 -　ラジオ日本)
- 「FEEL SO MUSE」（2012年4月3日 FM-FUJI）
- 「BUTCH COUNTDOWN RADIO」（2012年7月6日 FM FUKUOKA）
- 「モーニング娘。道重さゆみの今夜もうさちゃんピース」（2012年9月17日 CBCラジオ）

### 雜誌
- 「UTB+」（2012年3月）
- 「B.L.T.U-17 Vol.22」（2012年4月27日）
- 「シティ情报ふくおか」（2012年8月20日）
- 「月刊エンタメ」（2012年8月30日、2013年10月號、2014年1月號）
- 「CD Journal」（2013年10月19日、2014年4月19日）
- 「CD&DLでーた」（2013年11月14日、2014年2月號）
- 「週刊少年マガジン」（2014年1月29日）
- 「福岡ウォーカー」（2014年3月20日）
- 「TV fan」（2014年4月24日）
- 「CanCam」（2014年5月23日）

### DVD
- Greeting ～生田衣梨奈～（2011年8月、e-LineUP!、e-Hello!シリーズ）
- It's a lovely day（2014年8月、e-LineUP!）

### 舞台．音樂劇
- リボーン～命のオーディション～（2011年10月8日 - 17日、全労済ホール スペースゼロ） - 小野小町 役
- ステーシーズ 少女再杀歌剧（2012年6月6日 - 12日、全労済ホール スペース・ゼロ） - 玉代 役
- 続・11人いる! 東の地平・西の永遠（2016年6月11日・12日、京都劇場、6月16日 - 26日、サンシャイン劇場）-東：レッド　西：石頭　役
- 演劇女子部「ファラオの墓」（2017年6月2日～6月11日、サンシャイン劇場）－　太陽の神殿編 & 砂漠の月編：マリタ　役

演劇女子部「ファラオの墓〜蛇王・スネフェル〜」（2018年6月1日-6月10日、サンシャイン劇場、2018年6月15日-6月17日、大阪メルパルクホール）－マリタ 役

### 映画
- シェアハウス（2011年11月12日、監督－喜多一郎）

## 書籍
- モーニング娘。 15th Anniversary Photobook ZERO（2013年9月30日）

## 寫真集
團體
- 2012年9月10日 - モーニング娘。9・10期 1st official Photo Book
- 2012年12月16日 - 「アロハロ！モーニング娘。9期寫真集」

個人
- ODYSSEY出版
  - 2016年10月22日 - 『衣梨奈』（攝影：尾形正茂）
  - 2018年1月20日 - 「if」（撮影：根本好伸）
  - 2025年5月15日 -「présent」（撮影：鈴木ゴータ）

## 所屬團體
- 早安少女組。（2011年～）
- 「ハーベスト」（SATOYAMA movement）（2012年～）
- 『HI-FIN（ハイ-ファン）』（SATOUMI movement）（2013年～）

## 外部連結
- モーニング娘。Hello!Project （页面存档备份，存于）
- モーニング娘。Official YouTube Channel （页面存档备份，存于）
- モーニング娘。Ｑ期オフィシャルブログ  （页面存档备份，存于）
- 生田衣梨奈Instagram （页面存档备份，存于）